# Difesa ad oltranza - Last Dance
Difesa ad oltranza - Last Dance (Last Dance) è un film del 1996 diretto da Bruce Beresford.

## Trama
Un giovane procuratore s'occupa con zelo della possibilità di revisione di un processo tenuto dodici anni prima, nel quale l'imputata, allora adolescente, era stata condannata a morte per duplice omicidio, ma non riesce a salvarla.

## Produzione
Basato sulla vera storia di Karla Faye Tucker Brown, prima donna giustiziata negli Stati Uniti dal 1984 e prima in Texas dal 1863, il film uscì due anni prima della vera esecuzione per tentare di sensibilizzare l'opinione pubblica al riguardo.